# 中央美術学院
中央美術学院（中国語: 中央美术学院, 英語: Central Academy of Fine Arts, CAFA）は、中華人民共和国教育部直属の美術大学。略称は央美（ヤンメイ）、美院（メイユェン）、CAFA。
『マニラ・ブリテン』紙によれば、「中国で最も権威がある著名な美術大学」である。中国国内で最も入試倍率が高い大学の一つであり、例年応募者の90%が不合格となっている。
2019年度のQS世界大学ランキング「アート＆デザイン」部門で、27位にランクインした。
2023年度のQS世界大学ランキング「アート＆デザイン」部門で、15位にランクインした。
中国のベスト大学ランキング（BCUR）では、芸術系の大学の中では一貫してトップにランキングされている。
また、中国教育部学位センターの発表したランキングにより、中央美術学院は中国国内の全美術大学の中で、美術分野で1位、デザイン分野で2位、芸術学理論分野では清華大学と並んで3位に選ばれた。

## 沿革
1950年4月創立。国立北平芸術専科学校と華北大学の第三キャンパスにあった美術系（美術学科）が合併して創立された。毛沢東が大学名を揮毫した。
「国立北平芸術専科学校」の歴史は、1918年に蔡元培が創立した「国立北京美術学校」まで遡ることができる。同校は中国の歴史上初の国立美術教育機関であり、中国の近代美術教育の幕開けとなった。中央美術学院の歴代院長には次の人物がいる。徐悲鴻、姜峰、呉作人、顧原、靳尚誼。現在の院長は范迪安、副院長は董長侠と蘇新平であり、中国共産党委員会書記は高洪である。

## 学部構成
中央美術学院は下記の8つの学部から構成されている。
| 学部（中国語: 学院） | 専攻 | 学科名称       |
| -------------------- | --- | -------------- |
| 造形学院             | 彫刻 | 彫刻           |
| 造形学院             | 油画 版画 壁画 | 絵画           |
| 中国画学院           | 中国画 書法 | 絵画           |
| 実験芸術学院         | 実験芸術 | 絵画           |
| 設計学院             | 撮影芸術 | 撮影           |
| 設計学院             | 撮影芸術 | 芸術デザイン   |
| 設計学院             | 視覚伝達デザイン インダストリアルデザイン デジタルメディア ファッションデザイン ジュエルデザイン                                                                         |                |
| 都市設計学院         | 情報デザイン（絵本、マスメディアデザイン、商業情報デザイン） プロダクトデザイン（陶磁器、家具デザイン、ジュエルデザイン） 空間デザイン（公共芸術、展示及び視覚デザイン） |                |
| 都市設計学院         | 映像（アニメーション、ゲームデザイン、実験映画） | アニメーション |
| 建築学院             | 建築設計 インテリアデザイン ランドスケープデザイン | 建築学         |
| 人文学院             | 美術史及び美術理論 芸術批評 美術文物鑑定及び修復 美術考古学 文化遺産学                                                                                                   | 美術学         |
| 芸術管理・教育学院   | 芸術管理（芸術行政、芸術経営） | 美術学         |

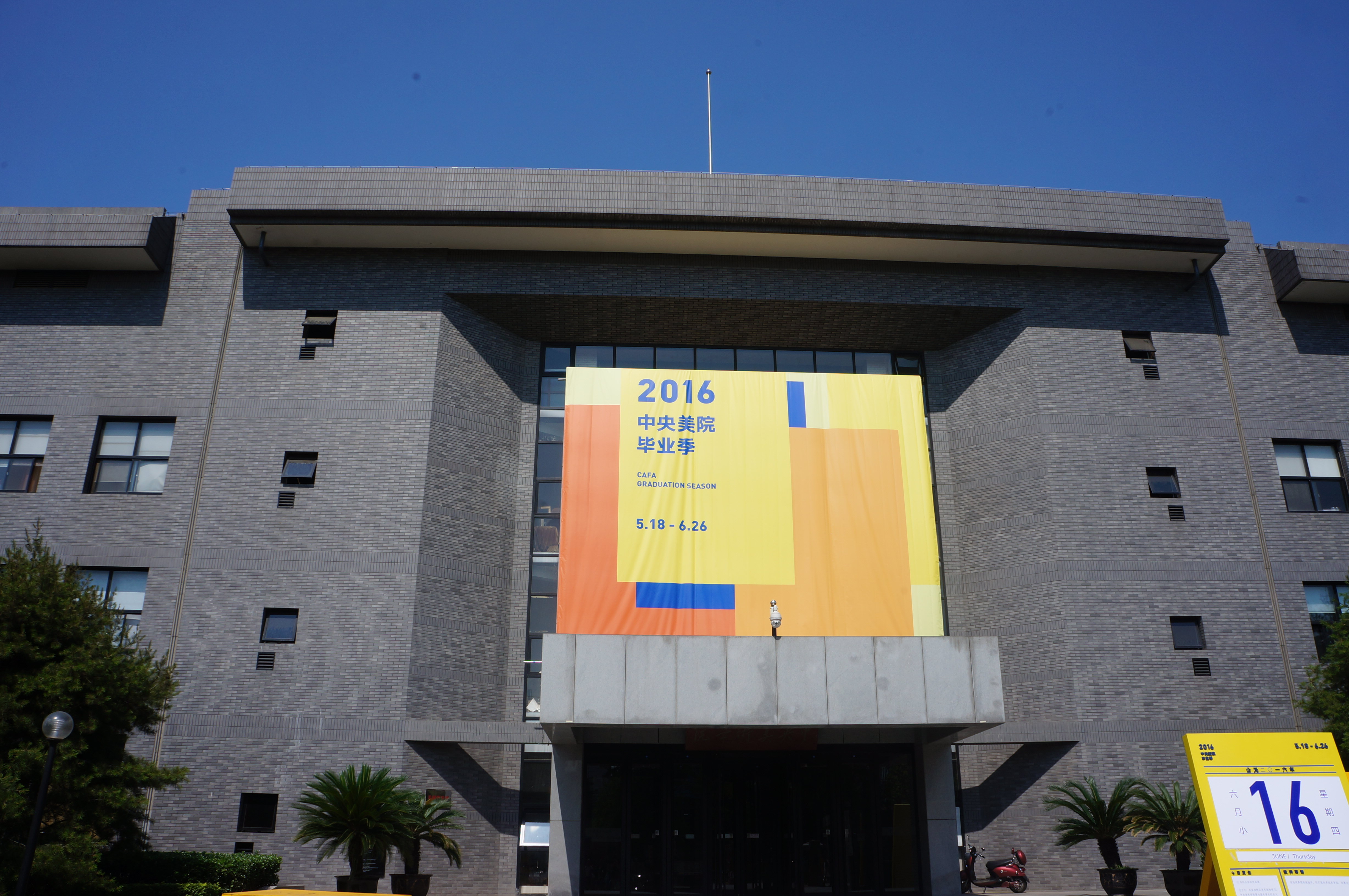
中央美術学院 2016 年卒業制作展

また、大学院と附属の美術高校も持っている。572名の教職員がおり、学生は学部・大学院合わせて4,700名在籍している。留学生の数は100名を超える。附属美術館には貴重な資料が所蔵されており、明朝以降の中国画巻が2,000本以上収められている。中央美術学院は国内一流の学術誌『美術研究』と『世界美術』の編集・発行・配布も行っている。

中央美術学院のデザイン系のプログラムは、1995年にデザイン学科として40年ぶりに復活した。2002年10月には、設計学部（中国語: 设计学院）になった。学生が将来、プロのデザイナーとなるための準備・訓練を行うことがデザイン学部のミッションであり、創造的思考と実践的技能を身につけられるよう、学部・修士・博士の各課程で次のような幅広い専攻を設けている。デザイン学部は中国のデザインを促進する重要な役割を担っており、デザイン活動に非常に活発に関わっている。最も顕著な例として、2008年の北京オリンピックのデザインを手がけたことが挙げられる。

中央美術学院のチームがデザインしたパラリンピックのアーチェリー競技シンボル。

都市設計学部（中国語: 城市设计学院）は2002年に設立された。設計教育の拡充と、学校経営の多角化を目指して設立した最初の学院外の専門学院です。現在、都市デザイン学部には学部・修士の各課程で幅広い専攻を設けている。

## 大学院構成
中央美術学院の修士課程、博士課程及び芸術学修士（MFA）は以下の研究領域がある。

### 修士
| 学院                 | 研究領域 | 学科                         |
| -------------------- | --- | ---------------------------- |
| 造形学院基礎部       | イーゼル絵画研究 創作と基礎教育の関係 | 美術学                       |
| 造形学院油画系       | 写実油画の観念性研究 七世紀油画言語中のリアリズム要素 油画色彩言語研究 具像油画の表現性言語研究 現代絵画表現方式の研究 社会身分と現代絵画 中国イメージの発見と表現 芸術の庶民性 絵画動機と形式言語 材料芸術言語研究 | 美術学                       |
| 造形学院版画系       | 中国現代版画研究 挿絵芸術 現代版画言語研究 シルクスクリーン版画言語研究と新メディア 銅版画言語研究 現代版画メディア材料 版画色彩研究 木版言語研究 版画概念の発展と利用 | 美術学                       |
| 造形学院彫塑系       | 具象写実彫刻言語の現代における運用 彫刻の物理空間と視覚の相違性研究 本土伝統と現代彫刻研究 中国伝統彫刻言語の現代写実彫刻における応用 現代環境彫刻芸術言語研究 現代彫刻の公共性研究 公共空間、彫刻形態と観念の研究 彫刻材料言語と観念表現 開放空間芸術メディアの創造と研究 現代芸術の概念及び技術研究 | 美術学                       |
| 造形学院壁画系       | 中国現代壁画及び公共芸術研究 伝統壁画言語の現代公共空間における応用 公共芸術と新メディア 造型芸術の公共空間意識 東洋西洋の壁画と絵画の現代再構築 公共芸術におけるレリーフ言語研究 造型芸術の質感空間創造 | 美術学                       |
| 実験芸術学院         | 伝統言語転換 実験芸術研究 材質言語の表現 | 美術学                       |
| 中国画学院           | 写意人物画研究 中国人物画イメージ形式と表現技法研究 水墨人物画形式言語研究 水墨人物画研究 線性素描と線描研究 工筆重彩画形式言語研究 山水画の格韻研究 山水画筆墨言語研究 山水画意象研究 中国山水画筆墨写生研究 工筆花鳥画研究 花鳥画の形式表現と理論研究 写意花鳥画“筆墨構造”の研究 中国画現代芸術表現と材料言語研究 書法芸術形式美研究                                                                     | 美術学                       |
| デザイン学院         | 平面デザイン研究 製品デザイン研究 ジュエルデザイン研究 ファッションデザイン研究 メディアアート研究 デザイン芸術史論研究 インダストリアルデザイン 交通機関製品デザイン研究 撮影（芸術撮影） 撮影（映像視覚研究） | デザイン芸術学               |
| 都市デザイン学院     | アニメーション制作 実験映画制作 公共芸術と空間デザイン 空間展示デザイン 主題空間デザイン 情報デザイン | デザイン芸術学               |
| 建築学院             | 建築デザイン研究 建築と都市文化研究 ランドスケープデザイン研究 照明と空間デザイン研究 都市デザインと生態研究 住居建築研究 建築設計方法と理論研究 環境デザイン研究 インテリアデザイン研究 建築基礎造型及び教育研究 | 建築設計及び理論、設計芸術学 |
| 人文学美術史系       | 視覚文化理論研究 早期中国美術史研究 中国古代美術史研究 漢唐視覚文化研究 中国絵画観念史 中国古代壁画研究 中国寺観壁画研究 中国石窟芸術研究 明清地方絵画史研究 二十世紀中国美術研究 中国現代美術研究 新中国美術史研究 中国書法史と書法文化研究 西洋美術史研究 多文化芸術研究 ロシア美術史研究 西洋美術批評史研究 ラテンアメリカ美術研究 フランスとヨーロッパ美術史研究 西洋近現代美術史研究 西洋現代芸術研究 | 美術学                       |
| 人文学院文化遺産学系 | 文化遺産理論と管理研究 中国書画鑑定研究 無形文化遺産と民間美術研究 美術考古研究 芸術管理学研究 芸術市場史研究 美術キュレーター研究 美術博物館研究 芸術経済研究 | 美術学                       |
| 人文学院美術教育学系 | 高等美術教育研究 芸術教育と実践 | 美術学                       |

### 博士
| 学院             | 研究領域 | 学科           |
| ---------------- | --- | -------------- |
| 研究生部         | 現代中国油画研究 現代中国版画研究 現代中国壁画研究 現代中国画研究 現代中国書法研究 中国美術の伝承と発展の理法研究 | 美術学         |
| 人文学院         | 中国近現代美術研究 中国書画史籍研究 中国仏教美術研究 漢唐美術研究 中国宗教美術研究 宋元明清絵画史研究 書画鑑定及び鑑蔵史研究 美術考古研究 美術基礎理論研究 美学原理 西洋現代美術研究 中国外国美術比較研究 西洋美術史方法研究 現代芸術と批評研究 書法理論研究 | 美術学         |
| デザイン学院     | 平面デザイン芸術研究 デザイン芸術歴史及び理論 デザイン教育理論及び実践研究 | デザイン芸術学 |
| 建築学院         | 建築と環境芸術設計理論研究 | デザイン芸術学 |
| 都市デザイン学院 | 建築と都市文化研究 | デザイン芸術学 |

### 芸術学修士（MFA）
| 学院             | 研究領域                                                                     | 学科         |
| ---------------- | ---------------------------------------------------------------------------- | ------------ |
| 造形学院         | 創作言語研究 現代版画創作 彫塑創作 空間中の平面表現 実験芸術                 | 造形芸術     |
| 中国画学院       | 山水画創作研究                                                               | 造形芸術     |
| デザイン学院     | 視覚伝達デザイン研究 製品デザイン及びブランド戦略研究 映像メディアアート研究 | 芸術デザイン |
| 都市デザイン学院 | アニメーション制作 実験映画                                                  | 芸術デザイン |
| 建築学院         | 建築と環境デザイン研究 空間視覚芸術デザイン研究                              | 建築デザイン |

## 施設

### 美術館

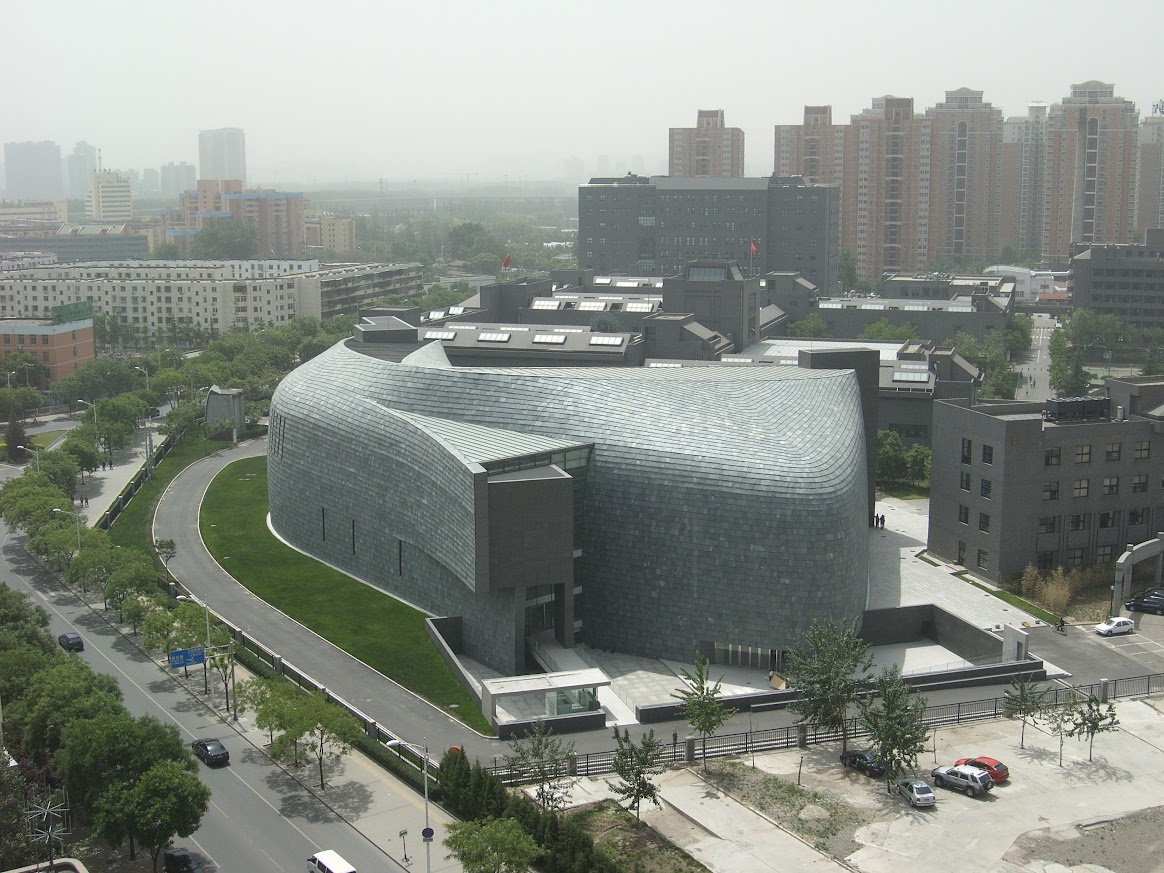
中央美術学院美術館　外観

中央美術学院の美術館は、1960年代初頭に設立された。Museum of CAFAの名で知られ、古代から現代中国の巨匠による代表的な作品から、学生の優れた作品や、中国各地の民族の民芸品、青銅器や彫刻といった歴史的遺物まで、幅広いジャンルと様式を網羅した、約13,000点の作品を所蔵している。現在の美術館の建物は、大学の創立90周年に合わせ、日本の建築家磯崎新が設計し、2008年10月にオープンした。大学キャンパス北東部にあり、建築面積は3,546平方メートル、延べ床面積は14,777平方メートルある。地下1階、地上3階建の建物にはいくつもの貴重な所蔵品があり、明朝以降の中国画巻が2,000本以上収められている。企画展を定期的に開催している。チケットは10人民元である。

### 図書館
中国最大の専門図書館の1つとして知られ、36万点の書籍と絵画を収蔵している。特別コレクションには、木版画や弦楽器、古書、漢王朝時代の石像などが収蔵されている。

## 「民主女神」

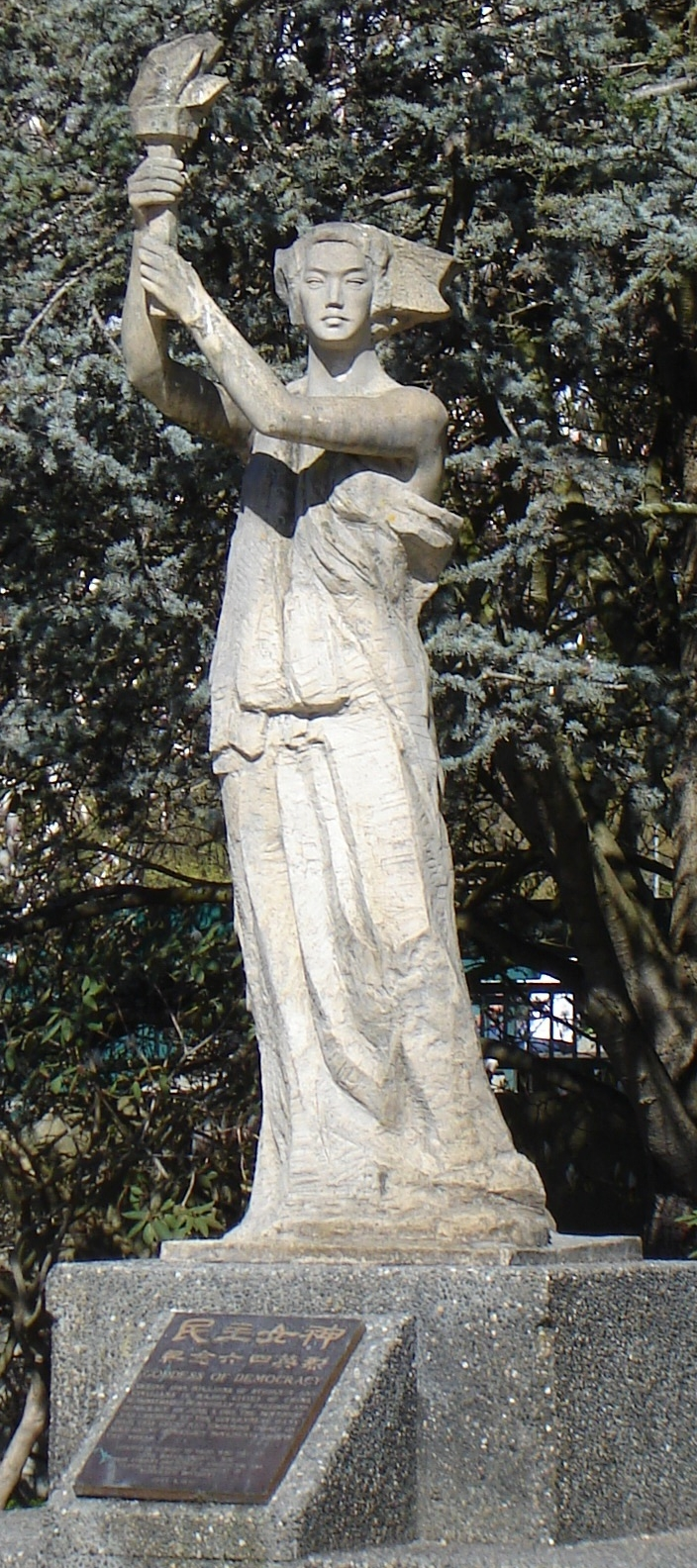
ブリティッシュ・コロンビア大学（カナダ）にある「民主女神」のレプリカ。

中央美術学院は1989年の天安門事件の際にメディアの注目を集めた。学生たちが巨大な彫像を作り、「民主主義の女神」（中国語: 民主女神）と名づけたのである。中国の8つの美術大学が、この彫像の目的を説明する声明文に署名した。

## 出身者
- 徐悲鴻（初代院長、四大校長（中国語版））
- 靳尚誼（前院長）
- 徐冰 (Xu Bing)（2008年より副院長）
- 隋建国 (Sui Jianguo)
- 呂勝中
- 方力鈞（Fang Lijun）
- 陳江洪（Chen Jiang Hong）
- Beohar Rammanohar Sinha
- 陈漫 (Chen Man)
- 何成瑤 (He Chengyao)
- 蔣朔 (Jiang Shuo)
- 靳尚谊 (Jin Shangyi)[18]
- 王春辰 (Wang Chunchen)
- 吳冠中 (Wu Guanzhong)
- 吳少湘 (Wu Shaoxiang)
- 吴作人 (Wu Zuoren)
- 烟囱 (Yan Cong)
- 于幸泽 (Yu Xingze)
- 張洹 (Zhang Huan)
- 闫平 (Yan Ping)